# Ferdinand Boitelle
Pour les articles homonymes, voir Boitelle (homonymie).
Ferdinand Boitelle (ou Boitel) est un maître écrivain et calligraphe actif à Laon au XVIIIe siècle.

## Biographie
Fils de Ferdinand Boitelle et de Madeleine Berton, il naquit à Saint-Quentin le 12 mars 1715, et fut baptisé le lendemain en la paroisse Saint-André.
Le 20 janvier 1741, il sollicita le procureur du Roi pour être reçu maître écrivain juré expert en la ville de Laon.
Le 12 septembre 1741, il épousa Marie-Claude Richard.
Il mourut le 17 juin 1785.

## Œuvres

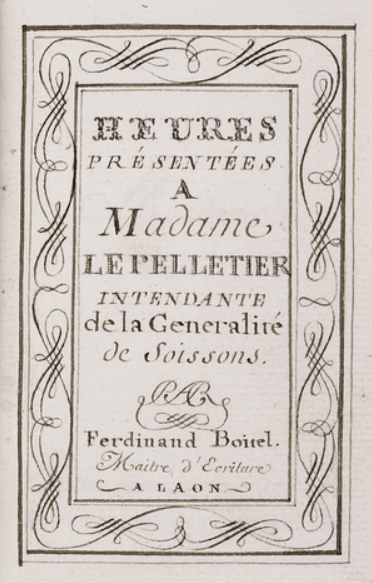
Page de titre des Heures présentées à Mme Le Pelletier (New York PL : Spencer collection Ms. 089). Cop. NYPL.

Il réalisa notamment des livres d'heures décorés avec finesse, offerts à des femmes notables :
- Heures appartenantes à Me Claude Richard Fe Boitelle, par Ferdinand Boitelle, à Laon. Manuscrit calligraphié en 1741 et offert à sa femme à l'occasion de leur mariage (Laon BM : Ms. 547). Papier, 395 feuillets, 90 × 60 mm, ornementation de fleurs, d'oiseaux, de paysages. Selon Pierre Lefèvre, « la finesse des tracés, le soin de l'écriture, sont admirables ».
- L'Office de St Cyr et de Ste Juliette, martyrs. Manuscrit calligraphié pour Watier (un notable de Laon); daté de Laon, 1751. In-12°, [2]-283-[1] p., relié en maroquin rouge, dos à nerfs, avec plusieurs pages ornementées. Dans le commerce en 2024 (Libr. J.-M. Dechaud).
- Livre d'heures (Laon BM : Ms. 548), daté de 1785. Ce volume est resté inachevé en raison de la mort de Ferdinand Boitelle.
- [Manuscrit présenté à Mme Melland]. Laon BM : Ms. 750 (acquis en 1984). La description de ce manuscrit a été donnée dans la Gazette de l’Hôtel Drouot.* Heures présentées à la Reine par Ferdinand Boitel, maître d'écriture à Laon [entre 1774 et 1785]. Papier, 134 × 83 mm, 144 f. Reliure en maroquin rouge à dentelle dorée. Paris BNF (Mss.) : Nouv. acq. fr. 1825.
- Heures présentées à Madame Le Pelletier, intendante de la Généralité de Soissons [1770-1774]. Papier, 378 p. à l'encre noire. New York PL : Spencer Collection Ms. 089. Voir quelques pages ici.
- [Livre d'heures offert à Marie Leszczyńska], non localisé.
- [Livre d'heures offert à Marie-Josèphe de Saxe (1731-1767)], non localisé.

D'après les Heures Le Pelletier, le style de Ferdinand Boitelle est assez proche de celui de Louis Senault, un siècle auparavant.

## Sources
Pierre Lefèvre. Ferdinand Boitelle, calligraphe laonnois du XVIIIe siècle. lire en ligne